# Glowstick Entertainment
Glowstick Entertainment  - независимая американская студия по созданию компьютерных видеоигр, основанная в Лос-Анджелесе в 2013 году. На момент 2024-го года в Glowstick Entertainment работает 14 программистов и 10 актеров озвучки.
В период с 2014-го года студия работает над такими видеоиграми, как Dark Deception (2018), Dark Deception: Monsters & Mortals (2020), Farmocalypse (2015), House (2019), House 2 (2025), Super Dark Deception  (2024), а также Evil Nun: The Broken Mask, разработка которой стартовала в 2020-м, и являлась коллаборацией с испанской студией Keplerians, специализирующиеся на создании хоррор-игр для мобильных устройств, но в связи с другими обязанностями, Glowstick Entertainment решили уйти из разработки, и компьютерный ремейк мобильной игры Evil Nun перешел в другие руки.
В период с 2014-го по 2025 год генеральным директором и главным геймдизайнером является Винсент Ливингс, художником текстур - Пен Ливингс, композитором - Даниэль Домбровский, звуковым дизайнером - Крис Пинкстон, и в период с 2017-го по 2020 гг. главным программистом являлся Николас «Nikson» Сита, идейный создатель самой популярной фанатской игры во вселенной Five Nights at Freddy's  - The Joy of Creation.
На данный момент у крупного детища Glowstick Entertainment  доступно 4 главы, которые вскоре будут воссозданы на Unreal Engine 5, чтобы быть ближе к требованиям заключительной пятой главы. Также ведется разработка второй и третьей глав Super Dark Deception, и по словам Ливингса, она идёт быстрее разработки Dark Deception Chapter 5. Выход игры запланирован на второй квартал 2025-го года. Также Винсент рассматривает коллаборации с Epic Games, Roblox Corporation и Mojang Studios. В феврале на YouTube-канале Glowstick Entertainment  был анонсирован трейлер Dark Deception  в Fortnite, возможно, взирая на выход Garten of BanBan от Euphoric Brothers в королевской битве от Epic Games.